# Shenyang J-31
Shenyang J-31 er et tomotors kinesisk femtegenerations kampfly med stealth-teknologi.